# Emoční vývoj batolete
Emoční vývoj v batolecím období (mezi prvním a třetím rokem dítěte) znamená, že některé emoce mají, stejně jako v kterémkoliv jiném období, větší význam než emoce jiné. To je dáno především tím, že mají vztah k vývojovým procesům dítěte.

## Projevy chování dítěte
Za hlavní vývojový úkol tohoto období je považováno udržování emoční rovnováhy. Marie Vágnerová považuje batolecí věk za nejdůležitější pro rozvoj rovnováhy mezi láskou a nenávistí, kooperací a negativismem. Ve své knize Vývojová psychologie I. uvádí emoční projevy, které považuje za charakteristické. Prvním z nich je silný afekt hněvu a vzteku, signalizující prožitek aktuální frustrace, kterou dítě považuje za osobní újmu. V tomto období se také objevují pocity studu jako reakce na překročení některé normy, které děti v batolecím věku začínají chápat. V této souvislosti se můžeme setkat u dítěte i s projevy lítosti, smutku, nebo napětí, někdy se dítě snaží dokonce situaci napravit (například se snaží spojit roztržený náramek zase dohromady). Strach je dalším pozorovatelným emočním projevem a bývá spojen s pocity nejistoty. Další emoční oblast, která se rozvíjí, je podle Vágnerové rozvoj sebehodnotících emocí. Patří sem pocit zahanbení, projevy hrdosti a pýchy. Dochází také ke změně vztahových emocí. Separační úzkost na počátku tohoto období ještě narůstá, ale zhruba ve druhé polovině druhého roku začne postupně klesat a okolo třetího roku už se nemusí projevovat vůbec. Separační úzkostí rozumíme specifickou reakci na oddělení dítěte od matky. Děti si již více uvědomují emoční reakce jiných lidí, zejména pokud je nějak zasáhnou. Lze se také setkat s žárlivostí dítěte na jinou osobu, zejména sourozence. Sourozenecký vztah je většinou asymetrický, vzhledem k rozdílnému věku dětí. Egocentrismus se projevuje i neochotou podělit se o cokoliv. Batole již umí projevit radost z kontaktu s lidmi a soucit. Významnými procesy jsou procesy osamostatňování se, uvědomování si své odlišnosti od ostatních, hledání hranic svých možností.
Erik H. Erikson spatřuje těžiště tohoto stadia v uplatňování autonomie, pochopení vlastních možností, šikovnosti, síly, nebo naopak, v případě že je proces potlačován, v převážení studu ze závislosti, převládnutí pasivity, podřízení se.
Dalším faktem uváděným v knize Marie Vágnerové je to, že dítě v batolecím věku již rozlišuje vnitřní stavy a projevy chování, ale věří, že se citové prožitky musí projevit ve výrazu i v chování. Kdo se usmívá, musí být šťastný.
U dítěte v tomto období dochází k navazování přátelských vztahů, dítě vstupuje do interakce s více lidmi. Dítě je však stále citově upoutáno na matku a v mnoha věcech je na ni odkázáno. Rozlišuje ve své matce „dobrou matku“, která odměňuje, hladí, hraje si s dítětem, a „špatnou matku“, která trestá a zakazuje.
Slova označující emoce se podle Vágnerové u dětí začínají objevovat ke konci 2. roku, i když v této době spíše označují viditelné chování (například křik).
Děti umí do jisté míry rozpoznat naladění rodičů a přizpůsobit mu své chování. Často má tento typ informace větší hodnotu než verbální sdělení. Dítě je ovlivňováno citovými projevy jiných lidí a má tendenci je napodobovat.

## Role dospělých
Rodiče mohou dítě učit uvědomovat si a rozlišovat své vlastní emoce, čímž mu pomáhají ve vývoji empatických schopností. Usnadňuje ho i doprovodné slovní označení a vysvětlení. Je také velmi dobré dítěti nabízet stabilní prostředí s jasně stanovenými pravidly, abychom podpořili seberegulaci dítěte.
Zdeněk Matějček se ve své knize zabývá také tendencí nutit děti ke spánku, který má přestavovat klid, mír a pohodu – zavádíme různé uspávací techniky, dáváme dítěti prášky, chodíme k lékařům atd. V mnohých případech podle něj léčíme normálnost. Ve velké většině případů se vše spraví samo od sebe.
Výchovný nápor na identitu dítěte by měl být veden pozitivním směrem. Dítě by mělo vědět, že je pro nás důležité a že je máme rádi.
Prof. Matějček mluví také o dětské úzkosti a úzkostnosti. Najdeme děti více či méně náchylné k úzkosti či k vnímání okolního světa jako nebezpečného. Například se mnohé děti bojí usnout v cizím prostředí (ve školce atd.). Zde podle Matějčka nepomohou žádné domluvy, žádné tresty a hrozby, nýbrž „dodání jistoty“ – jsme s dítětem, dokud neusne, tedy mu umožníme, aby se necítilo opuštěné a ztracené (otevřeme dveře, slabé světlo v pokoji, tlumené hlasy z vedlejšího pokoje,…).
Hračka je pro dítě milou věcí, kterou má ve své blízkosti a která neprotestuje, když ji dítě ovládá. Dítě si k ní vytváří citový vztah, což se velmi příznivě projevuje například při vzdálení dítěte do neznámého, „nebezpečného“ světa, např. do nemocnice. Možnost vzít si s sebou kousek svého domova právě v oné hračce dítěti velmi usnadní tento přechod.
Důležitým aspektem správného emočního rozvoje v batolecím období je jednotnost výchovy u matky i otce. Rozpory působení více osob, ale i rozporné požadavky jedné osoby ztěžují dosáhnutí toho, aby dítě bylo vyneseno ze zmatků alternativních voleb.